# Ульрих, Лорел Тэтчер
Лорел Тэтчер Ульрих (англ. Laurel Thatcher Ulrich, род. 11 июля 1938) — американский историк, специалист по ранней истории США и женской истории, профессор Гарвардского университета. Член Американского философского общества. Макартуровский стипендиат, Пулитцеровский лауреат, удостоена Национальной гуманитарной медали США. Президент Американской исторической ассоциации (2009). 
Её новаторский, оказавший широкое влияние подход к истории называют данью «незаметному труду обычных людей» — подход, который, по её собственным словам, стремится «выявить взаимосвязь между историческими событиями и частной жизнью».

## Жизнь и карьера
Ульрих, родившаяся в городе Шугар-Сити штата Айдахо, получила степень бакалавра исторических наук в университете Юты, степень магистра по английской литературе в Симмонс-колледже и степень доктора философии по истории в университете Нью-Гэмпшира. Она состоит в браке с Гэлом Ульрихом, отставным профессором университета Нью-Гэмпшира. У них есть взрослые дети. Семья проживает в Кэмбридже, штат Массачусетс.
В 1991 году Ульрих получила Пулитцеровскую премию по истории за работу «История повитухи: жизнеописание Марты Баллард, основанное на её дневнике, 1785—1812» (A Midwife’s Tale: The Life of Martha Ballard based on her diary, 1785—1812).
В то время, когда была опубликована «История повитухи», Ульрих была лауреатом стипендии Мак-Артура с 1992 по 1997 гг. и адъюнкт-профессором истории в университете Нью-Гэмпшира. С переводом в университет Нью-Гэмпшира она стала профессором кафедры имени Джеймса Дункана Филлипса по ранней истории США. При присуждении ей почетной позиции профессора уровня университета (University Professor) в Гарварде, она была названа женщиной «особенных заслуг, работающей на переднем крае науки и преодолевающей традиционные границы между научными дисциплинами».
В статье о малоизученных пуританских панихидах Ульрих написала: «Приличные женщины редко делают историю». Фразу подхватили, и вскоре её начали цитировать по всей стране. Её можно увидеть на поздравительных открытках, футболках, кружках, значках и бамперных наклейках. В октябре 2007 года Ульрих рассказала в интервью, как получилось, что её знаменитая фраза стала жить собственной жизнью: «Это была странная утечка из академической культуры в популярную. Я постоянно получала емейлы на эту тему, и это казалось мне забавным. Потом я обратила внимание на то, с чего всё началось. Однажды меня сделали героиней романа — и индийская теннисная звезда надела футболку с моей фразой на Уимблдонском турнире. И поскольку эту популярность можно было использовать с толком, я написала книгу с таким же названием». В «Приличных женщинах» рассматривается, как женщины творили историю. Приводятся примеры из жизни Розы Паркс, Кристины Пизанской, Элизабет Кейди Стэнтон, Гарриет Табман, Вирджинии Вульф и многих других выдающихся женщин в американской и мировой истории.

## История повитухи
В «Истории повитухи» рассматривается жизнь Марты Баллард, повитухи из Новой Англии, и даётся яркое описание обычной жизни в ранней американской республике, включая роль женщин в домашнем хозяйстве и местной рыночной экономике, особенности брака и сексуальных отношений, аспекты врачебного дела, широкую распространённость насилия и преступлений.
Ульрих получила Пулитцеровскую премию за свою новаторскую работу. Также она была удостоена премии Банкрофта, премии Джона Даннинга, премии памяти Джоан Келли, книжной премии Беркширской конференции женщин-историков, книжной премии Общества историков ранних США, медали Велча Американской ассоциации истории медицины, награды Исторической ассоциации Новой Англии. По «Истории повитухи» был снят документальный фильм для сериала Государственной службы телевещания «Американский опыт». Ульрих участвовала в съёмках фильма в качестве консультанта, соавтора сценария и рассказчика.
Как отметила доктор Т. Э. Тундж (университет Хачеттепе; 2010), эта книга стала знаковым событием для истории женского труда, потому что она даёт учёным-гуманитариям глубокое понимание жизни сельского врачевателя, не имевшего специального образования и жившего на рубеже XVIII—XIX вв. в Америке. Эта работа опирается не на сторонние наблюдения, а на слова самой женщины. На первый взгляд, зашифрованный, содержащий повторы, банальный дневник Баллард часто кажется незначительным, но, как заметила Ульрих, «подлинное значение дневника Марты Баллард заключается в каждодневности, в обстоятельной, повторяющейся каждодневности. Марта Баллард измеряла жизнь действиями». Связывая вместе «банальные» источники для получения содержательного, выдающегося социокультурного повествования, Ульрих показывает, как опытный практик действовал на стыке между общественной и частной сферами.
«История повитухи» обладает не только методологической, но и теоретической значимостью. Чётко показывая, каким был экономический вклад повитух в их домашние хозяйства и местные сообщества, и рассматривая многофункциональность как источник расширения прав и возможностей женщин, эта книга меняет представления об укоренившихся гендерных ролях. Несмотря на то, что «История повитухи» имеет объективные ограничения по времени (1785—1812) и месту (сельская местность штата Мэн), она привлекла внимание историков, особенно тех, кто изучает гендерные отношения и заработок, экономическое значение домашнего труда и женский труд до индустриализации.

## Ульрих и мормонизм
Ульрих считает себя активной феминисткой и мормоном и с большим проникновением в суть дела описывает этот свой опыт. Лорел Тэтчер Ульрих также занималась редактированием (вместе с Emma Lou Thayne) сборника очерков о жизни женщин-мормонов под названием All God’s Critters Got a Place in the Choir.
В конце 1992 года попечительский совет университета Бригама Янга без объяснений запретил приглашать Ульрих для выступления на ежегодной Женской конференции университета. Ульрих выступила на этой конференции в 2004 году.
Ульрих является активной прихожанкой Церкви Иисуса Христа Святых последних дней в Гарварде. Она является консультантом в Студенческой Ассоциации Святых последних дней, студенческом клубе мормонов, и преподаёт в учреждении церковного образования "институт религии".

## Публикации
- Well-Behaved Women Seldom Make History. (2007). Alfred A. Knopf, Inc. ISBN 978-1-4000-4159-6.
- Editor, Yards and Gates: Gender in Harvard and Radcliffe History. (2004). Palgrave Macmillan, ISBN 1-4039-6098-4.
- The Age of Homespun: Objects and Stories in the Creation of an American Myth. (2001). Alfred A. Knopf, Inc. ISBN 0-679-44594-3.
- All God’s Critters Got a Place in the Choir, a collection of essays coauthored with the Utah poet Emma Lou Thayne. (1995). Aspen Books, ISBN 1-56236-226-7.
- A Midwife’s Tale: The Life of Martha Ballard based on her diary, 1785—1812. (1990). Alfred A. Knopf, Inc. ISBN 0-394-56844-3. Reissued in Vintage paperback, ISBN 0-679-73376-0.
- Good Wives: Image and Reality in the Lives of Women in Northern New England, 1650—1750. (1982). Alfred A. Knopf, Inc. ISBN 0-394-51940-X. Reissued by Vintage (1991), ISBN 0-679-73257-8.

## Онлайн-публикации
- How Betsy Ross Became Famous // Common-Place. — 2007, Oct. — Vol. 8, No. 1.